# Youth on Parade
Youth on Parade è un film statunitense del 1942 diretto da Albert S. Rogell.